# Tatra T5A5
Tatra T5A5 je tip čehoslovačkog tramvaja proizveden u ČKD Tatri od kojeg je napravljen samo jedan prototip.

## Konstrukcija
Tramvaj tipa T5A5, razvijen na kraju 70. i početkom 80. godina prošlog stoljeća je bila daljnja varijanta tipa T5. To je bio novi model tramvaja koji je trebao zamijeniti tip T3 u Čehoslovačkoj.
To je jednosmjerni četveroosovinski tramvaj koji ima troja vrata s jedne strane karoserije. Radi se o standardnoj verziji tipa T5C5, koji je proizvodio ČKD za Budimpeštu.

## Prototip
Za prototip tramvaja T5A5 je korištena karoserija tramvaja T5C5, s kojega su skinuta vrata s desne strane karoserije. Tramvaj je dovršen 1981. i dobio je garažni broj 8013, no zbog dolaska praških tramvaja T3M pod garažnim brojevima od 8001, tramvaj dobiva broj 0013. Javni prijevoznici u Čehoslovačkoj nisu naručili taj tip, pa nije započela ni serijska proizvodnja.
Prototip je bio pod svakakvim probama; 1984. godine tramvaj je isprobavan s prikolicom, godinu dana kasnije je dobio postolja za premetro, a 1986. godine je dobio tiristore TV4. Zatim je ostavljen u praškom tramvajskom spremištu Hloubětin. Na listopad 1998. godine je prototip tramvaja RT8D5 je isprobavan u testu deformacije, u kojemu je sudjelovao taj tramvaj.